# Saleh Meki
Saleh Meki (* 1948 in Gulie, Region Maekel; † 2. Oktober 2009 in Gindae) war ein eritreischer Politiker.

## Biografie
Meki, Mitglied der Eritreischen Volksbefreiungsfront (EPLF) und später der Volksfront für Demokratie und Gerechtigkeit (PFDJ), ging 1972 in die USA und war einige Zeit Repräsentant der PFDJ in San Francisco. Dort war er nach einem Studium der Medizin als Anästhesiologe tätig und erwarb auch die US-amerikanische Staatsbürgerschaft. 1991 kehrte er in sein Heimatland zurück.
Nach der Unabhängigkeit Eritreas am 24. Mai 1993 wurde er von Präsident Isayas Afewerki zunächst zum Minister für Marineressourcen und Fischerei ernannt. Nach einer Kabinettsumbildung 1997 amtierte er zwölf Jahre lang als Gesundheitsminister und führte als solcher einige Reformen im Gesundheitssektor durch.
Zuletzt berief ihn Präsident Afewerki im April 2009 wieder zum Minister für Marineressourcen. Als solcher oblag es ihm auch, seine Nachfolgerin als Gesundheitsministerin, Amna Nurhussein, einzuarbeiten wie auch kommissarisch das Sportministerium zu leiten. Darüber hinaus beriet er wegen seiner Erfahrungen mit den USA auch Außenminister Osman Saleh Mohammed.
Meki starb noch während seiner Amtszeit an einem Herzinfarkt und wurde am 6. Oktober 2009 auf dem Märtyrerfriedhof von Asmara beigesetzt.